# デニス・デデチコ
デニス・デデチコ（ウクライナ語: Денис Дедечко、1987年7月2日 - ）は、ウクライナのサッカー選手。元ウクライナ代表。ポジションはMF。

## クラブ歴
2015年6月17日に、2年半の契約でカザフスタン・プレミアリーグに所属するFCアスタナに移籍。UEFAチャンピオンズリーグ 2015-16に出場した。
2016年2月25日、ウクライナ・プレミアリーグのFCオレクサンドリーヤに移籍。

## 代表歴
2013年8月14日に行われたイスラエル代表との親善試合で後半開始時にアナトリー・ティモシュチュクとの交代で出場し代表初出場となった。しかしこの45分のみの出場となり、以降の出場はない。